# Shane Long
Shane Patrick Long, född 22 januari 1987 i Gortnahoe, är en irländsk före detta fotbollsspelare.

## Karriär
Den 2 februari 2021 lånades Long ut av Southampton till Bournemouth på ett låneavtal över resten av säsongen 2020/2021.
Den 13 juli 2022 blev Long klar för en återkomst i Reading, där han skrev på ett ettårskontrakt.